# Fiodor Djaczenko
Fiodor Trofimowicz Djaczenko (ros. Фёдор Трофимович Дьяченко, ur. 3 czerwca?/16 czerwca 1917 we wsi Bietiagi w obwodzie połtawskim, zm. 8 sierpnia 1995 w Petersburgu) – radziecki wojskowy, major, snajper, Bohater Związku Radzieckiego (1944).

## Życiorys
Urodził się w ukraińskiej rodzinie chłopskiej. Do 1934 skończył 9 klas szkoły, pracował w kołchozie, później jako tynkarz na budowach Kaukazu i w Norylsku, od 1942 służył w Armii Czerwonej. Od 1942 brał udział w wojnie z Niemcami, walczył na Froncie Leningradzkim, do lutego 1944 jako snajper 187 pułku piechoty 72 Dywizji Piechoty 42 Armii Frontu Leningradzkiego w stopniu starszego sierżanta zastrzelił 425 wrogów, za co otrzymał tytuł Bohatera Związku Radzieckiego. W 1946 ukończył kursy wojskowo-polityczne, a w 1949 szkołę wojskowo-polityczną, w 1962 został przeniesiony do rezerwy w stopniu majora. Pracował jako starszy inżynier w fabryce.

## Odznaczenia
- Złota Gwiazda Bohatera Związku Radzieckiego (22 stycznia 1944[1])
- Order Lenina (21 lutego 1944)
- Order Wojny Ojczyźnianej I klasy
- Order Czerwonej Gwiazdy

I medale.